# Reggie McKenzie
Reginald McKenzie (Detroit, 27 luglio 1950) è un ex giocatore di football americano statunitense che ha militato nel ruolo di offensive guard nella National Football League (NFL).

## Carriera
Al college McKenzie giocò a football con i Michigan Wolverines, venendo premiato come All-American. Fu scelto dai Buffalo Bills nel corso del secondo giro (27º assoluto) del Draft NFL 1972. Giocò con la squadra fino al 1982 e, assieme a Joe DeLamielleure, furono le guardie che protessero O.J. Simpson durante le sue stagioni da record con i Bills. Simpson stesso definì spesso McKenzie come il suo "miglior uomo". Chiuse la carriera nel 1983 e 1984 con i Seattle Seahawks. In carriera disputò 171 partite, tutte, tranne due, come titolare.

## Palmarès
- First-team All-Pro: 1

1973
- Second-team All-Pro: 2

1974, 1975
- College Football Hall of Fame